# 사바회색랑구르
사바회색랑구르(Presbytis sabana)는 긴꼬리원숭이과에 속하는 영장류의 일종이다. 이전에는 호세랑구르의 아종(Presbytis hosei sabana)으로 간주되었다. 사바회색랑구르는 말레이시아 사바주 보르네오섬이 원산지이며, 일부 서식지는 인도네시아에 있다. 서식지 감소와 파편화, 사냥으로 인해 IUCN에서 멸종위기종으로 지정되어 있다.

## 특징
사바회색랑구르는 대부분 회색이며, 배는 흰색이고 손과 발은 검은색이다.사바회색랑구르는 꼬리를 제외한 몸길이가 48cm부터 56cm까지 사이이며, 꼬리 길이는 64cm부터 84cm까지 사이이다. 수컷의 몸무게는 6kg부터 7kg까지, 암컷 몸무게는 5.5kg부터 6kg사이이다.

## 먹이 및 습성
사바회색랑구르는 수목성 동물이자 주행성 동물이다 성체 수컷 한 마리를 포함하여 약 7마리가 무리를 지어 생활한다. 무리에 속하지 않은 수컷은 단독으로 생활한다. 잎과 과일, 씨앗, 꽃, 곤충, 나무껍질 등 다양한 먹이를 먹으며, 미네랄이 풍부한 진흙도 먹는다. 때때로 마룬랑구르와 함께 생활하기도 한다.